# پایگاه آب‌نشین کچیکن هاربر
پایگاه آب‌نشین کچیکن هاربر (به انگلیسی: Ketchikan Harbor Seaplane Base) یک فرودگاه همگانی با کد یاتا WFB است که یک باند فرود آب دارد و طول باند آن ۳۰۴۸ متر است. این فرودگاه در شهر کچیکان، آلاسکا کشور ایالات متحده آمریکا قرار دارد و در ارتفاع ۰ متری از سطح دریا واقع شده‌است.